# Чемпіонат світу з хокею із шайбою 2022 (дивізіон III)
Чемпіонат світу з хокею із шайбою 2022 — чемпіонат світу з хокею із шайбою, який пройшов у Кокельшоєрі (Люксембург) з 3 по 8 квітня 2022.
Попередні два роки турніри не проводили через пандемію COVID-19.
Об’єднані Арабські Емірати забезпечили собі перше місце в групі А і потрапили до другого дивізіону, тоді як Південна Африка виграла турнір групи B і потрапила до групи A.
З метою збалансувати кількість збірних в групах ІІХФ ухвалила рішення після турніру не понижувати збірні Люксембургу та Боснії і Герцеговини, натомість Туреччина та Таїланд, що посіли другі місця також отримали підвищення.

## Група А

### Учасники
| Збірна                     | Результати 2019 року                      |
| -------------------------- | ----------------------------------------- |
| Північна Корея             | 6-е місце у Дивізіоні ІІ В.               |
| Туреччина                  | 2-е місце у Дивізіоні ІІІ.                |
| Туркменістан               | 3-є місце у Дивізіоні ІІІ.                |
| Люксембург                 | Господар, 4-е місце у Дивізіоні ІІІ.      |
| Китайський Тайбей          | 5-е місце у Дивізіоні ІІІ.                |
| Об'єднані Арабські Емірати | 1-е місце у Дивізіоні ІІІ (кваліфікація). |

### Підсумкова таблиця
| Поз | Команда                        | М | В | ВО | ПО | П | ГЗ | ГП | Різ | О  | Підвищення або пониження |
| --- | ------------------------------ | - | - | -- | -- | - | -- | -- | --- | -- | ------------------------ |
| 1   | Об'єднані Арабські Емірати (P) | 4 | 4 | 0  | 0  | 0 | 41 | 11 | +30 | 12 | Дивізіон II B 2023       |
| 2   | Туреччина (P)                  | 4 | 3 | 0  | 0  | 1 | 23 | 22 | +1  | 9  | Дивізіон II B 2023       |
| 3   | Туркменістан                   | 4 | 1 | 0  | 1  | 2 | 17 | 23 | −6  | 4  |                          |
| 4   | Китайський Тайбей              | 4 | 1 | 0  | 0  | 3 | 11 | 23 | −12 | 3  |                          |
| 5   | Люксембург (H)                 | 4 | 0 | 1  | 0  | 3 | 11 | 24 | −13 | 2  |                          |
| 6   | Північна Корея                 | 0 | 0 | 0  | 0  | 0 | 0  | 0  | 0   | 0  | Відмова                  |

1. ↑  Північна Корея відкликала свою команду 3 лютого 2022 року через пандемію COVID-19.[5]

### Результати
| Дата       | Команда           | Рахунок    | Команда           |
| ---------- | ----------------- | ---------- | ----------------- |
| 03.04.2022 | ОАЕ               | 10 : 4     | Туркменістан      |
| 03.04.2022 | Туреччина         | 7 : 2      | Люксембург        |
| 04.04.2022 | Китайський Тайбей | 2 : 10     | ОАЕ               |
| 05.04.2022 | Китайський Тайбей | 2 : 6      | Туреччина         |
| 05.04.2022 | Туркменістан      | 4 : 5 (ОТ) | Люксембург        |
| 06.04.2022 | ОАЕ               | 13 : 4     | Туреччина         |
| 07.04.2022 | Туркменістан      | 4 : 2      | Китайський Тайбей |
| 07.04.2022 | Люксембург        | 1 : 8      | ОАЕ               |
| 08.04.2022 | Туреччина         | 6 : 5      | Туркменістан      |
| 08.04.2022 | Люксембург        | 3 : 5      | Китайський Тайбей |

## Група В

### Учасники
| Збірна               | Результати 2019 року                      |
| -------------------- | ----------------------------------------- |
| ПАР                  | Господар, 6-е місце у Дивізіоні ІІІ.      |
| Гонконг              | 2-е місце у Дивізіоні ІІІ (кваліфікація). |
| Таїланд              | 3-є місце у Дивізіоні ІІІ (кваліфікація). |
| Боснія і Герцеговина | 4-е місце у Дивізіоні ІІІ (кваліфікація). |

### Підсумкова таблиця
| Поз | Команда              | М | В | ВО | ПО | П | ГЗ | ГП | Різ | О  | Підвищення або пониження |
| --- | -------------------- | - | - | -- | -- | - | -- | -- | --- | -- | ------------------------ |
| 1   | ПАР (H, P)           | 4 | 3 | 0  | 1  | 0 | 24 | 13 | +11 | 10 | Дивізіон III A 2023      |
| 2   | Таїланд (P)          | 4 | 2 | 1  | 0  | 1 | 20 | 17 | +3  | 8  | Дивізіон III A 2023      |
| 3   | Боснія і Герцеговина | 4 | 0 | 0  | 0  | 4 | 12 | 26 | −14 | 0  |                          |
| 4   | Гонконг              | 0 | 0 | 0  | 0  | 0 | 0  | 0  | 0   | 0  | Відмова                  |

1. ↑  Гонконг відкликав свою команду 14 лютого 2022 року через пандемію COVID-19.[6]

### Результати
| Дата       | Команда              | Рахунок   | Команда              |
| ---------- | -------------------- | --------- | -------------------- |
| 13.03.2022 | ПАР                  | 8 : 3     | Боснія і Герцеговина |
| 14.03.2022 | Боснія і Герцеговина | 4 : 8     | Таїланд              |
| 15.03.2022 | ПАР                  | 5 : 2     | Таїланд              |
| 16.03.2022 | Боснія і Герцеговина | 2 : 6     | ПАР                  |
| 17.03.2022 | Таїланд              | 4 : 3     | Боснія і Герцеговина |
| 18.03.2022 | Таїланд              | 6 : 5 (Б) | ПАР                  |